# Olympische Winterspiele 2014/Freestyle-Skiing – Aerials (Frauen)
Der Aerials-Wettkampf der Frauen bei den Olympischen Winterspielen 2014 fand am 14. Februar 2014 im Rosa Chutor Extreme Park statt. Es fanden zwei Qualifikationsrunden und drei Finalrunden statt. Am Start waren 22 Sportlerinnen. Im Finale konnte sich die Belarussin Ala Zuper den Olympiasieg vor den Chinesin Xu Mengtao und Lydia Lassila aus Australien holen.

## Ergebnisse

### 1. Qualifikationsrunde
| Rang | Athletin                | Land               | Punkte | Anmerkung |
| ---- | ----------------------- | ------------------ | ------ | --------- |
| 001  | Ashley Caldwell         | Vereinigte Staaten | 101,25 | Q         |
| 002  | Li Nina                 | China              | 86,71  | Q         |
| 003  | Danielle Scott          | Australien         | 85,36  | Q         |
| 004  | Cheng Shuang            | China              | 83,19  | Q         |
| 005  | Emily Cook              | Vereinigte Staaten | 80,01  | Q         |
| 006  | Assol Sliwez            | Russland           | 78,40  | Q         |
| 007  | Samantha Wells          | Australien         | 78,12  |           |
| 008  | Alexandra Orlowa        | Russland           | 76,27  |           |
| 009  | Schanbota Aldabergenowa | Kasachstan         | 74,82  |           |
| 010  | Weronika Korsunowa      | Russland           | 72,50  |           |
| 011  | Xu Mengtao              | China              | 71,44  |           |
| 012  | Olha Poljuk             | Ukraine            | 70,76  |           |
| 013  | Laura Peel              | Australien         | 67,68  |           |
| 014  | Ala Zuper               | Belarus            | 66,15  |           |
| 015  | Lydia Lassila           | Australien         | 66,12  |           |
| 016  | Schibek Arapbajewa      | Kasachstan         | 63,44  |           |
| 017  | Zhang Xin               | China              | 60,98  |           |
| 018  | Anastassija Nowossad    | Ukraine            | 56,84  |           |
| 019  | Nadija Mochnazka        | Ukraine            | 52,44  |           |
| 020  | Josi Santos             | Brasilien          | 49,60  |           |
| 021  | Tanja Schärer           | Schweiz            | 48,72  |           |
| 022  | Hanna Huskowa           | Belarus            | 44,08  |           |

### 2. Qualifikationsrunde
| Rang | Athletin                | Land       | Punkte | Anmerkung |
| ---- | ----------------------- | ---------- | ------ | --------- |
| 001  | Lydia Lassila           | Australien | 90,65  | Q         |
| 002  | Xu Mengtao              | China      | 87,15  | Q         |
| 003  | Laura Peel              | Australien | 85,99  | Q         |
| 004  | Weronika Korsunowa      | Russland   | 81,58  | Q         |
| 005  | Schanbota Aldabergenowa | Kasachstan | 78,12  | Q         |
| 006  | Ala Zuper               | Belarus    | 77,52  | Q         |
| 007  | Zhang Xin               | China      | 77,49  |           |
| 008  | Tanja Schärer           | Schweiz    | 77,17  |           |
| 009  | Olha Poljuk             | Ukraine    | 74,97  |           |
| 010  | Anastassija Nowossad    | Ukraine    | 74,34  |           |
| 011  | Nadija Mochnazka        | Ukraine    | 69,31  |           |
| 012  | Samantha Wells          | Australien | 67,13  |           |
| 013  | Schibek Arapbajewa      | Kasachstan | 58,87  |           |
| 014  | Alexandra Orlowa        | Russland   | 55,75  |           |
| 015  | Hanna Huskowa           | Belarus    | 52,60  |           |
| 016  | Josi Santos             | Brasilien  | 48,17  |           |

### Finale
| Rang | Athletin                | Land               | 1. Durchgang | Rang | 2. Durchgang | Rang | 3. Durchgang |
| ---- | ----------------------- | ------------------ | ------------ | ---- | ------------ | ---- | ------------ |
| 001  | Ala Zuper               | Belarus            | 99,18        | 1    | 88,50        | 4    | 98,01        |
| 002  | Xu Mengtao              | China              | 90,65        | 3    | 101,08       | 1    | 83,50        |
| 003  | Lydia Lassila           | Australien         | 95,76        | 2    | 99,22        | 2    | 72,12        |
| 004  | Li Nina                 | China              | 90,24        | 4    | 89,53        | 3    | 46,02        |
| 005  | Cheng Shuang            | China              | 80,01        | 7    | 87,42        | 5    | –            |
| 006  | Schanbota Aldabergenowa | Kasachstan         | 76,23        | 8    | 68,44        | 6    | –            |
| 007  | Laura Peel              | Australien         | 83,79        | 5    | 64,50        | 7    | –            |
| 008  | Emily Cook              | Vereinigte Staaten | 82,21        | 6    | 64,50        | 8    | –            |
| 009  | Danielle Scott          | Australien         | 76,23        | 9    | –            | –    | –            |
| 010  | Ashley Caldwell         | Vereinigte Staaten | 72,80        | 10   | –            | –    | –            |
| 011  | Weronika Korsunowa      | Russland           | 68,35        | 11   | –            | –    | –            |
| 012  | Assol Sliwez            | Russland           | 62,30        | 12   | –            | –    | –            |